# G.C.F Jabalpur
G.C.F Jabalpur é uma vila no distrito de Jabalpur, no estado indiano de Madhya Pradesh.

## Demografia
Segundo o censo de 2001, G.C.F Jabalpur tinha uma população de 15 274 habitantes. Os indivíduos do sexo masculino constituem 53% da população e os do sexo feminino 47%. G.C.F Jabalpur tem uma taxa de literacia de 84%, superior à média nacional de 59,5%: a literacia no sexo masculino é de 88% e no sexo feminino é de 80%. Em G.C.F Jabalpur, 9% da população está abaixo dos 6 anos de idade.